# دیلن اسکات
دیلن اسکات رابینسون (انگلیسی: Dylan Scott Robinson؛ زادهٔ ۲۲ اکتبر ۱۹۹۰) یک خواننده و ترانه‌نویس موسیقی کانتری آمریکایی می‌باشد که بیشتر با نام هنری دیلن اسکات (به انگلیسی: Dylan Scott) شناخته می‌شود. وی با کرب رکوردز قرارداد دارد.